# 宮崎学園短期大学
宮崎学園短期大学（みやざきがくえんたんきだいがく、英語: Miyazaki Gakuen Junior College）は、宮崎県宮崎市清武町加納丙1415に本部を置く日本の私立大学。1939年創立、1965年大学設置。大学の略称は宮短。

## 概観

### 大学全体
- 宮崎県宮崎市清武町に所在する日本の私立短期大学で、設置主体は学校法人宮崎学園[1]。
- 1965年、宮崎女子短期大学として1学科、入学定員80名体制で開学[2]。のちに順次学科の増設で最大5学科を擁していたが、学科再編により現在は2学科となっている。

### 建学の精神（校訓・理念・学是）
- 宮崎学園短期大学における建学の精神は「礼節と勤労」となっている。

### 教育および研究
- 保育科で、開学以来県内外に１万人を超える保育者を輩出する伝統学科。保育士資格と幼稚園教諭二種免許状を所定の単位を修得することで卒業時に取得が可能。
- 現代ビジネス科はあらゆる専門分野に対応したコースを設置し、即戦力となるための多数資格取得を目指す。就職先は、金融、医療、司書、販売、公務員、サービス、通信など多岐に渡る。

### 学風および特色
- 宮崎学園短期大学は2019年、財団法人短期大学基準協会による第三者評価の結果、「適格」認定を受けている。
- 学生による授業評価や教員相互授業参観、教育カンファレンスなどが行われている。
- 保育科では保育士と幼稚園教諭二種免許状が２年間で同時に取得できる。
- 音楽療法士(２種）やこども音楽療法士の資格取得も可能。
- 「礼節」の授業がある。

## 沿革
- 1939年
  - 宮崎女子商業学院、宮崎高等裁縫女学校設立。同年中に両校合併、宮崎女子実践商業学校となる。
- 1951年
  - 3月13日 学校法人が成立する[注釈 1]。
- 1960年
  - 2月1日 宮崎みどり幼稚園を設置[注釈 1]。
- 1965年
  - 1月25日 左記を以て文部省[注 1]より短期大学の設置が認可される[4]。
  - 4月1日 宮崎女子短期大学として以下の学科体制にて開学[5]。宮崎みどり幼稚園を宮崎女子短期大学附属みどり幼稚園と改称
    - 保育科 入学定員80名[6]

  - 5月1日 学生数[7]/定員
    - 保育科 110[注釈 2]/80
- 1966年
  - 4月1日 以下の学科を増設する[8]。
    - 国文科 入学定員50名[9]
- 1966年
  - 5月1日 学生数[10]/定員
    - 保育科 275[注釈 2]/160
    - 国文科 95[注釈 2]/50
- 1967年
  - 4月1日 以下の学科を増設する[注 2]。
    - 初等教育科 入学定員50名

  - 5月1日 学生数[14]/定員
    - 保育科 315[注釈 2]/160
    - 国文科 150[注釈 2]/100
    - 初等教育科 85[注釈 2]/50
- 1970年
  - 4月1日 以下の学科を増設する[注 3]。
    - 音楽科 入学定員50名[17]

  - 5月1日 学生数[18]/定員
    - 保育科 300[注釈 2]/160
    - 国文科 100[注釈 2]/100
    - 初等教育科 103[注釈 2]/100
    - 音楽科 51[注釈 2]/50
- 1971年
  - 4月1日 保育科の入学定員を80→100に増員[注 4]。
  - 5月1日 学生数[22]/定員
    - 保育科 305[注釈 2]/180
    - 国文科 103[注釈 2]/100
    - 初等教育科 102[注釈 2]/100
    - 音楽科 100[注釈 2]/100
- 1980年
  - 4月1日 学科の定員増を以下の通り行う[23]。
    - 保育科 100[注釈 3]→150
    - 国文科 50[注釈 3]→75

  - 5月1日 学生数[25]/定員
    - 保育科 414[注釈 2]/250
    - 国文科 144[注釈 2]/125
    - 初等教育科 162[注釈 2]/100
    - 音楽科 76[注釈 2]/100
- 1986年
  - 4月1日 以下の学科を増設する[注釈 4]。
    - 英語科 入学定員100名[注釈 5]

  - 同 初等教育科の入学定員を50[29]→80[注釈 5]に増員[26][30]。
  - 5月1日 学生数[31]/定員
    - 保育科 407[注釈 2]/300
    - 国文科 155[注釈 2]/150
    - 初等教育科 205[注釈 2]/130
    - 音楽科 78[注釈 2]/100
    - 英語科 100[注釈 2]/100
- 1991年
  - 4月1日 以下の学科について、入学定員増を行う[注 5]。
    - 国文科 75→100
    - 英語科 100→120

  - 5月1日 学生数[36]/定員
    - 保育科 349[注釈 2]/300
    - 国文科 225[注釈 2]/175
    - 初等教育科 237[注釈 2]/160
    - 音楽科 73[注釈 2]/100
    - 英語科 283[注釈 2]/220
- 1992年
  - 5月1日 学生数[注 6]/定員
    - 保育科 326[注釈 2]/300
    - 国文科 251[注釈 2]/200
    - 初等教育科 216[注釈 2]/160
    - 音楽科 82[注釈 2]/100
    - 英語科 343[注釈 2]/240
- 1994年
  - 4月1日 一部、学科の定員減あり[注 7]。
    - 保育科 150→120
    - 初等教育科 80→60
    - 音楽科 50→30

  - 5月1日 学生数[42]/定員
    - 保育科 352[注釈 2]/270
    - 国文科 265[注釈 2]/200
    - 初等教育科 186[注釈 2]/140
    - 音楽科 66[注釈 2]/80
    - 英語科 326[注釈 2]/240
- 1998年
  - 4月1日 一部、学科の定員変更あり[43]。
    - 保育科 120→180
    - 国文科 100→85
    - 初等教育科 60→50
    - 英語科 120→85

  - 同  専攻科の設置が認められ、以下の課程を設ける[44]。
    - 福祉専攻 入学定員30名

  - 5月1日 学生数[45]/定員
    - 保育科 344[注釈 2]/300
    - 国文科 161[注釈 2]/185
    - 初等教育科 136[注釈 2]/110
    - 音楽科 74[注釈 2]/60
    - 英語科 179[注釈 2]/205
- 1999年
  - 5月1日 学生数[46]/定員
    - 保育科 404[注釈 2]/360
    - 国文科 146[注釈 2]/170
    - 初等教育科 101[注釈 2]/100
    - 音楽科 69[注釈 2]/60
    - 英語科 156[注釈 2]/170
- 2001年
  - 4月1日 専攻科福祉専攻の入学定員を30→50に増員[47]。
- 2002年
  - 4月1日 以下の学科については、この年度で学生募集を最終とする[注 8]。
    - 国文科
    - 英語科

  - 同 専攻科に以下の課程を増設[49]。
    - 音楽療法専攻(1年制) 入学10名
- 2003年
  - 4月1日 この年度の入学生より、国文科に英文科を統合、再編の上で以下の学科を設ける[48]。
    - 人間文化学科 入学定員120名
- 2004年
  - 3月31日 以下の学科については、左記をもって正式に廃止とする[50]。
    - 英語科
- 2005年
  - 3月31日 以下の学科については、左記をもって正式に廃止とする[51]。
    - 国文科
- 2006年
  - 4月1日 学科の入学定員変更あり[52]。
    - 保育科 180→210
    - 人間文化学科 120→90

  - 同 専攻科に音楽療法専攻(2年制)を増設し、以下の2課程に整備される[53]。
    - 1年制課程 入学定員10名
    - 2年制課程 入学定員10名
- 2008年
  - 4月1日 宮崎学園短期大学と短期大学名を改称[54]。女子のみから男女共学となる。附属幼稚園の名称を変更。
- 2009年
  - 4月1日 以下の課程については、この年度で学生募集を最終とする[注 9]。
    - 音楽療法専攻2年制課程
- 2011年
  - 以下の課程については、この年度で正式に廃止とする[56]。
    - 音楽療法専攻2年制課程
- 2013年
  - 4月1日 以下の学科については、この年度で学生募集を最終とする[注釈 6]。
    - 初等教育科
    - 音楽科
- 2014年
  - 1月 平成26年度大学入試センター試験参加短期大学の1校となる[58]。
  - 4月1日 この年度の入学生より人間文化科を現代ビジネス科に改組[57]。
- 2015年
  - 1月 平成27年度大学入試センター試験参加短期大学の1校となる[59]。
  - 3月31日 以下の学科については左記をもって正式に廃止とする[60]。
    - 人間文化科
    - 初等教育科
    - 音楽科
- 2016年
  - 1月 平成28年度大学入試センター試験参加短期大学の1校となる[61]。　
  - 3月31日 以下については、左記をもって正式に廃止とする[62]。
    - 専攻科音楽療法専攻

  - 宮崎学園短期大学附属みどり幼稚園を廃止。幼保連携型認定こども園宮崎学園短期大学附属幼稚園を設置
- 2017年
  - 宮崎学園短期大学附属清武みどり幼稚園を廃止。幼保連携型認定こども園宮崎学園短期大学附属清武みどり幼稚園を設置。
- 2024年
  - 4月1日 保育科に3年制コースが設置される[63]。
- 2025年
  - 4月1日 以下についてはこの年度で学生募集を最終とする[注 10]。
    - 専攻科福祉専攻

## 基礎データ

### 所在地
- 宮崎県宮崎市清武町大字加納丙1415

### 交通アクセス
- JR日豊本線清武駅

### 象徴
- 宮崎女子短期大学におけるカレッジマーク[65]

## 教育および研究

### 組織

#### 学科
- 保育科 入学定員210名[1]
- 現代ビジネス科 入学50名[1]
  - 実践ビジネスコース
  - メディカル秘書コース
  - 司書・メディアコミュニケーションコース
  - 大学編入コース

#### 過去にあった学科
- 国文科 入学定員85名[注釈 7]→人間文化学科→現代ビジネス科
- 英語科 入学定員85名[注釈 7]
- 音楽科 入学定員30名[注釈 8]
- 初等教育科 入学定員50名[注釈 8]

#### 専攻科
- 福祉専攻 入学定員50名[注 11]

#### 過去にあった専攻科
- 音楽療法専攻
  - 一年課程[注 12]
  - 二年課程[注 13]

#### 別科
- なし

##### 取得資格について
- 中学校教諭二種免許状
  - 国語：人間文化学科国語国文コース[注 14]
  - 英語：人間文化学科英語コミュニケーションコースに設置されていた[注 15]。
  - 音楽：音楽科。2013年度入学生まで。
- 小学校教諭二種免許状：初等教育科2013年度入学生まで。
- 幼稚園教諭二種免許状
  - 保育科
  - 初等教育科2013年度入学生まで。
  - 音楽科[注 16]
  - 人間文化学科英語コミュニケーションコースにて取得が可能だった[73]。
- 保育士資格：保育科
- 司書教諭：人間文化学科国語国文コース（旧・国文科）2013年度入学生まで。
- 司書：現代ビジネス科実践ビジネスコース（旧ビジネスコース）・国語国文コース（旧・国文科）2013年度入学生まで。

#### 附属機関
- こども音楽教育センター

### 教育
- 特色ある大学教育支援プログラム
  - 2003年に採択されている。
- 質の高い大学教育推進プログラム
  - 2008年に採択されている。
- 新たな社会的ニーズに対応した学生支援プログラム
  - 2008年に採択されている。

### 研究
- 『宮崎女子短期大学紀要』[76]
- 『教育研究』[77]
- 『宮崎学園短期大学紀要』[78]

## 学生生活

### 部活動・クラブ活動・サークル活動
- 宮崎学園短期大学のクラブ活動（過去の活動）
  - 体育系：テニス・陸上競技・バスケットボール・バレーボールほか
  - 文化系：美術・茶道・合唱ほか

### 学園祭
- 宮崎学園短期大学の学園祭は「忍ヶ丘[注 17]祭」と呼ばれ毎年、4月と10月に行なわれている。

## 大学関係者と組織

### 大学関係者組織
- 宮崎学園短期大学の同窓会は旧来の宮崎女子短期大学を含めて「しのぶ会」と称されている。

### 著名な卒業生
- 舞咲りん：元宝塚歌劇団雪組の娘役。退団後帰郷し、社会人枠で入学。現在は保育士、同校で合唱の講師を勤める。

#### その他
- 野田あすか：ピアニスト。長期履修生として受講

## 施設

### キャンパス
- キャンパス内には1号館・2号館・3号館・４号館・福祉専攻科棟・図書館・国際交流センター・体育館・記念館・明教庵[注 18]などが立地している。国際交流センターに学生食堂がある。また、図書館は１７万冊を超える蔵書数を誇る。

### 寮
- 宮崎学園短期大学には「宮崎学園学生寮」と呼ばれる学生寮がある。

## 対外関係

### 他大学との協定

#### 日本
- 高等教育コンソーシアム宮崎
- 放送大学[79]

### 系列校
- 宮崎国際大学
- 宮崎学園中学校・高等学校

## 社会との関わり
- 当短期大学の合唱団が、「第61回全日本合唱コンクール全国大会」にて銀賞を受賞している。
- 1993年度より公開講座を行っている。

## 卒業後の進路について

### 編入学･進学実績
- 人間文化学科：
- 現代ビジネス科：宮崎公立大学、福岡女学院大学ほか

- 国文科：宮崎大学・徳島文理大学・九州女子大学・活水女子大学ほか
- 英語科：北九州市立大学・聖徳大学・関西国際大学・第一経済大学･宮崎国際大学・宮崎産業経営大学ほか
- 音楽科：福岡教育大学・名古屋音楽大学・宮崎女子短期大学専攻科ほか
- 初等教育科：島根大学・鹿児島大学ほか
- 保育科：大阪教育大学・梅花女子大学・宮崎女子短期大学専攻科ほか

## 附属学校
- 学校法人 宮崎学園　幼保連携型認定こども園　宮崎学園短期大学附属みどり幼稚園
- 学校法人 宮崎学園　幼保連携型認定こども園　宮崎学園短期大学附属清武みどり幼稚園